# Nuraghe Tanca Manna
Die Nuraghe Tanca Manna liegt an der Via Mughina, in einem Park auf einem Granitaufschluss am südlichen Stadtrand von Nuoro in der Provinz Nuoro auf Sardinien. Nuraghen sind prähistorische und frühgeschichtlichen Turmbauten der Bonnanaro-Kultur (etwa 1800–1500 v. Chr.) und der mit ihnen untrennbar verbundenen nachfolgenden Nuraghenkultur (etwa 1600–238 v. Chr.).
Die Nuraghe Tanca Manna ist eine Tholosnuraghe aus unregelmäßigen Granitblöcken. In ihrem Gang liegt der Zugang zu den lediglich zwei Stufen der erhaltenen Treppe, die zu den nicht mehr vorhandenen oberen Etagen führte. Der Turm, auch „Mastio“ genannt, hat eine runde Kammer, die zwei seitliche Nischen besitzt. Die Nuraghe Tanca Manna ist die älteste in der Gegend von Nuoro und stand in einem archäologischen Komplex mit Domus de Janas und einem Dorf mit mehr als 150 Hütten. Gefunden wurden im Jahre 2005 vor allem Tonscherben.
Die Nuraghe wurde durch ein Team unter Maurizio Cattani eingescannt, um ein dreidimensionales Modell zu schaffen, mit der Absicht, das Ergebnis dem breiten Publikum vorzuführen.
Ein Protonuraghe gleichen Namens befindet sich bei Tempio Pausania.